# Jhon Perlaza
Jhon Perlaza, född 26 augusti 1994, är en friidrottare från Colombia. Han deltog vid olympiska sommarspelen 2016 och olympiska sommarspelen 2020.